# DJシーザー
DJシーザー（ディージェイ シーザー）は、埼玉県出身のクラブDJ、イベントオーガナイザー。MC、コンサートでの映像演出、楽曲リミックス等、活動は多岐にわたる。

## 来歴・人物
2007年、アニソンやJ-POPを次々とショートミックスするスタイルで関東のクラブやライブハウスで活動を開始。
2009年には秋葉原のクラブ「MOGRA」の設立に尽力し、2012年まで副店長として勤務。「アニソンインデックス」等の人気イベントを立ち上げた後、退職。
以降リスアニ！ナイト、Re:animation等の国内大規模フェスやニコニコ超会議in幕張メッセ、ボカロ公式イベント「Vocanico」「けいおん！」「らき☆すた」等のコンテンツ公式興行に多数客演。
2014年頃からアトランタ、ハワイ、ジャパンエキスポinフランス、シンガポール、ベトナム、中国、上海、韓国、インドネシア等、海外アニメフェスやエキスポ、カンファレンスからの招聘も増えていく。
またこの時期より声優やアーティストへのDJ指導を依頼されるようになる。
2015年9月、『薄桜鬼 音絵巻 〜ノンストップDJミックスCD〜』リリース。
2018年1月、『週刊少年ジャンプ50th Anniversity BEST ANIME MIX vol.1』リリース。
Yahoo！やエキサイトニュース、ロッキン・オン等に多数取り上げられ、全国のタワーレコードやHMV、TSUTAYA等にコーナーを組まれた結果、アニソン原曲ミックスCDとしては異例のオリコン5位の大ヒットを記録。
同年4月、『週刊少年ジャンプ50th Anniversity BEST ANIME MIX vol.2』リリース。再びオリコン最高12位のヒット。
同年7月、『週刊少年ジャンプ50th Anniversity BEST ANIME MIX vol.3』リリース。オリコン初登場13位。
また7月7日・8日開催のJUMP MUSIC FESTA in 横浜アリーナに両日出演しオープニングDJを担当。
同年8月26日、Animelo Summer Live 2018 “OK!”（アニサマ）けやき広場DAMステージに出演。
2019年4月、『機動戦士ガンダム 40th Anniversary BEST ANIME MIX』リリース。オリコンアニメアルバムウィークリー初登場1位の記録的ヒット。総合ウィークリー初登場5位、総合デイリー最高2位。
同年4月末、『Key』20周年記念リミックスアルバム「Key Best Song Remix -to the Future-」のアートワークおよび一部サウンドディレクションを担当。
同年5月、「angela Asia Tour 2019 “aNI-SONG” TOUR FINAL in 舞浜アンフィシアター」にてVJおよび映像演出ディレクターを担当。このライブはBlu-rayとして発売。
同年7月、「安野希世乃バースデーイベント 2019 in 中野サンプラザ」にてキャラソンメドレー構成、リミックス、バックDJを担当。
同年9月、「GUNDAM 40th FES."LIVE-BEYOND" in 幕張メッセイベントホール」出演。T.M.Revolution／西川貴教、LUNA SEA、森口博子、SKY-HI等と共演。
同年11月29日～12月1日、「C3AFAシンガポール」全日出演。
同年12月14日～15日、「ANIME GAME FESTIVAL 2019(AGF) KOREA」両日出演。
同年12月11日、『機動戦士ガンダム 40th Anniversary BEST ANIME MIX vol.2』リリース。発売2週間で2万枚を突破、オリコンアニメアルバムウィークリー初登場6位。
同年12月26日、木村昴や花江夏樹が主演声優を務めるアニメ『Bラッパーズストリート』の作中ラップ部分リミックス楽曲「HAPPY EVERYDAY HIRAFU-TOWN」提供。
2020年1月、吉田兄弟20周年記念アルバム「THE YOSHIDA BROTHERS」 へ主要曲DJミックス提供。
2021年1月13日リリース「A応P BEST DJCD PRODUCED by DJサブカルクソ女」にてディレクションを担当。
同年3月24日、メジャー7枚目となるミックスCD『スーパー戦隊シリーズ 45th Anniversary NON-STOP BEST MIX vol.1 by DJシーザー』リリース。特撮作品楽曲のミックスは初。
同年7月21日、『スーパー戦隊シリーズ 45th Anniversary NON-STOP BEST MIX vol.2 by DJシーザー』リリース。メジャー8枚目。
2022年6月22日、DJ小宮有紗との共作で『仮面ライダー 50th Anniversary NON STOP DJ MIX』リリース。メジャー9枚目。
2024年12月25日、Sony Recordsより発売の『ドラゴン桜式！超集中！BEST STUDY MIX』にDJミックス提供。メジャー10枚目
2025年4月2日、Sony Recordsより『昭和100年JAPANESE CITYPOP NON-STOP BEST MIX』リリース。メジャー11枚目。

## ディスコグラフィ
週刊少年ジャンプ50th Anniversary BEST ANIME MIXシリーズ
機動戦士ガンダム40th Anniversary BEST ANIME MIXシリーズ
スーパー戦隊シリーズ45th Anniversary NON-STOP BEST MIXシリーズ
その他
＃俺的ボカロ曲ロックカバー祭シリーズ

## ミックス提供／楽曲提供／ディレクション等
| タイトル                                                                | 概要                                                                        | 関連ページ |
| ----------------------------------------------------------------------- | --------------------------------------------------------------------------- | ---------- |
| コレカラ（DJ CAESAR REMIX）                                             | TVアニメ「デュエル・マスターズキングMAX」ED曲。シングル収録リミックス提供。 | 公式ページ |
| HAPPY EVERYDAY HIRAFU-TOWN                                              | TVアニメ「Bラッパーズストリート」作中ラップ部分を集めたリミックス曲。       | 公式ページ |
| YOSHIDA BROTHERS MIX 吉田兄弟×DJシーザー                                | 吉田兄弟20周年記念アルバム「THE YOSHIDA BROTHERS」へ主要曲DJミックス提供。  | 公式ページ |
| A応P BEST DJCD PRODUCED by DJサブカルクソ女                             | 企画ディレクションを担当。                                                  | 公式ページ |
| 『Key』20周年記念リミックスアルバム Key Best Song Remix -to the Future- | アートワークおよび一部サウンドディレクションを担当。                        | 公式ページ |
| ANISONG FUNK DO COVERS ft.二人目のジャイアン vol.1～2                   | 選曲、アートワーク、ディレクションを担当。                                  | 販売ページ |
| ドラゴン桜式！超集中！BEST STUDY MIX                                    | DJミックスを担当。                                                          | 販売ページ |